# Донбас арена
Донбас арена је стадион у украјинском граду Доњецку. Званично је отворен 29. августа 2009, а капацитет износи 51.504 гледалаца. На њему своје утакмице као домаћин игра Шахтјор, фудбалски клуб из Доњецка.
Стадион је потпуно преуређен и адаптиран за потребе Европског првенство у фудбалу, које је 2012. одржано у Украјини и Пољској. На њему су игране утакмице групне фазе, као и по један меч четвртфинала и полуфинала. Иако представља један од најновијих украјинских стадиона, одлука о његовој градњи је донета невезано за одржавање првенства Европе у тој земљи.
Пројекат потпуне изградње стадиона Донбас арена у почетку је процењен на око 250 милиона америчких долара, од чега је око 30 милиона требало да буде утрошено на изградњу парка за рекреацију у околини стадиона. Завршна цена реализованог пројекта на крају је износила око 400 милиона америчких долара.
Стадион је отворен 29. августа 2009. наступом Бијонсе Ноулс. На новоотвореном стадиону Шахтар је свој први меч одиграо 27. септембра 2009. у оквиру осмог кола украјинске Премијер лиге против Оболона, и тада је славио убедљиву победу 4-0.

## Утакмице наЕвропском првенству 2012.
На Европском првенству у фудбалу 2012. стадион је био домаћин три утакмице групне фазе и по једне утакмице четвртфинала и полуфинала.
| Датум         | Време (CEST) | 1. тим      | Резултат              | 2. тим    | Коло         | Гледалаца |
| ------------- | ------------ | ----------- | --------------------- | --------- | ------------ | --------- |
| 11. јун 2012. | 18:00        | Француска   | 1 : 1                 | Енглеска  | Група Д      | 47.400    |
| 15. јун 2012. | 18:00        | Француска   | 2 : 0                 | Украјина  | Група Д      | 48.000    |
| 19. јун 2012. | 20:45        | Енглеска    | 1 : 1                 | Украјина  | Група Ц      | 48.700    |
| 23. јун 2012. | 20:45        | Шпанија     | 2 : 0                 | Француска | Четвртфинале | 47.000    |
| 27. јун 2012. | 20:45        | Португалија | 0 : 0 пр. (2 : 4 пен) | Шпанија   | Полуфинале   | 48.000    |